# Clusia myrsinites
Clusia myrsinites är en tvåhjärtbladig växtart som beskrevs av Joseph Andorfer Ewan. Clusia myrsinites ingår i släktet Clusia och familjen Clusiaceae. Inga underarter finns listade i Catalogue of Life.